# Lijst van jazzmusici
Dit is een alfabetische lijst van bekende jazzmusici met een eigen lemma op Wikipedia met vermelding van hun instrument(en).

## A
- Susanne Abbuehl (zang)
- John Abercrombie (gitaar)
- Cannonball Adderley (sax)
- Larry Adler (mondharmonica)
- Monty Alexander (piano)
- Mose Allison (zang, piano)
- Götz Alsmann (piano)
- Hayes Alvis (bass, tuba)
- Ivie Anderson (zang)
- Gerry Arling (bas)
- Louis Armstrong (zang, trompet)
- Svend Asmussen (viool)
- Winifred Atwell (piano)
- Albert Ayler (sax)

## B
- Benny Bailey (trompet)
- Philip Bailey (zang)
- Corinne Bailey Rae (zang)
- Chet Baker (zang, trompet)
- Cor Bakker (piano)
- Chris Barber (trombone)
- Christy Baron (zang)
- Joey Baron (drums)
- Count Basie (piano)
- Pia Beck (piano)
- Tom Beek (saxofoon)
- Peter Beets (piano)
- Benny Behr (viool)
- Bix Beiderbecke (kornet)
- Aaron Bell (bas)
- Tony Bennett (zang)
- Han Bennink (drums)
- George Benson (gitaar)
- Michel Bisceglia (piano)
- Art Blakey (drums)
- Carla Bley (piano)
- Jasper Blom (sax)
- Jimmy Blythe (piano)
- Francy Boland (piano)
- Michiel Borstlap (piano)
- Joseph Bowie (trombone)
- Wellman Braud (bas)
- Anthony Braxton (sax, piano)
- Michael Brecker (sax)
- Randy Brecker (trompet)
- Wolfert Brederode (piano)
- Willem Breuker (sax)
- Bert van den Brink (piano)
- Peter Brötzmann (sax)
- Clifford Brown (trompet)
- Dave Brubeck (piano)
- Michael Bublé (zang)
- Milt Buckner (orgel)
- Kenny Burrell (gitaar)
- Sam Burtis (trombone, tuba, piano, toetsen, eufonium)
- Gary Burton (vibrafoon)
- Charlie Byrd (gitaar)

## C
- Cab Calloway (zang)
- Fud Candrix (tenorsaxofoon, klarinet, viool)
- Benny Carter (sax)
- Betty Carter (zang))
- Regina Carter (viool)
- Philip Catherine (gitaar)
- Serge Chaloff (sax)
- Dennis Chambers (drums)
- Paul Chambers (bas)
- Charlie Christian (gitaar)
- Peter Cincotti (zang, piano)
- Chiara Civello (zang)
- Fay Claassen (zang)
- Sonny Clark (piano)
- Stanley Clarke (bas)
- Jimmy Cobb (drum)
- Anat Cohen (klarinet)
- Avishai Cohen (trompet)
- Avishai Cohen (bas)
- Nat King Cole (zang)
- Natalie Cole (zang)
- Ornette Coleman (sax)
- Alice Coltrane (piano, harp)
- John Coltrane (sax)
- Eddie Condon (gitaar)
- Harry Connick, Jr. (zang, piano)
- Chick Corea (piano)
- Willie Cornish (trombone)
- Randal Corsen (piano)
- Pierre Courbois (drums)
- Lol Coxhill (sax)
- Jamie Cullum (zang, piano)
- Cuong Vu (trompet)

## D
- Miles Davis (trompet)
- Elton Dean (sax)
- Blossom Dearie (zang)
- Matija Dedić, (piano)
- Kris Defoort (piano)
- Paul Desmond (sax)
- Ernst Ulrich Deuker (contrabasklarinet)
- Louis van Dijk (piano)
- Eric Dolphy (dwarsfluit, klarinet, basklarinet, saxofoon)
- Jimmy Dorsey (klarinet)
- Tommy Dorsey (trombone)
- Dave Douglas (trompet)
- George Duke (piano)
- Candy Dulfer (saxofoon)
- Hans Dulfer (saxofoon)
- Johnny Dunn (trompet)

## E
- Ted Easton (Theo van Est) (drums)
- Roy Eldridge (trompet)
- Kurt Elling (zang)
- Duke Ellington (piano)
- Herb Ellis (gitaar)
- Harry Emmery (bas)
- John Engels (drums)
- Peter Erskine (drums)
- Bill Evans (piano)
- Bill Evans (sax)
- Gil Evans (piano)
- Ella Fitzgerald (zang)

## F
- Scott LaFaro (bas)
- Charles Fambrough (bas)
- Maynard Ferguson (trompet)
- Russell Ferrante (piano)
- Ella Fitzgerald (zang)
- Fleurine (zang)
- Michael Franks (zang)
- Laura Fygi (zang)
- Frank Sinatra (zang)

## G
- Melody Gardot (piano, gitaar, zang)
- Erroll Garner (piano)
- Sara Gazarek (zang)
- George Gershwin (piano)
- Stan Getz (sax)
- Astrud Gilberto (zang)
- João Gilberto (zang)
- Dizzy Gillespie (trompet)
- Jimmy Giuffre (sax)
- Benny Golson (sax)
- Nat Gonella (trompet, mellofoon, zang)
- Benny Goodman (klarinet)
- Dexter Gordon (sax)
- Dusko Goykovich (trompet en bugel)
- Rein de Graaff (piano)
- Stéphane Grappelli (viool)
- Milford Graves (drums)
- Sonny Greer (drums)
- Maarten van der Grinten (gitaar)
- Trilok Gurtu (percussie)
- Fred Guy (banjo)

## H
- Bobby Hackett (trompet/kornet)
- Charlie Haden (bas)
- Wouter Hamel (zang)
- Lionel Hampton (vibrafoon)
- Scott Hamilton (sax)
- Herbie Hancock (piano)
- Otto Hardwick (sax)
- Billy Harper (sax)
- Philip Harper (trompet)
- Jimmy Haslip (bas)
- Coleman Hawkins (sax)
- Clancy Hayes (zang)
- Roy Haynes (drums)
- Julius Hemphill (sax)
- Fletcher Henderson (piano)
- Joe Henderson (sax)
- Benjamin Herman (sax)
- Woody Herman (klarinet)
- Fred Hersch (piano)
- Earl Hines (piano)
- Chris Hinze (fluit)
- Johnny Hodges (sax)
- Billie Holiday (zang)
- Clarence Holiday (gitaar)
- Dave Holland (bas)
- Peanuts Holland (trompet)
- Redd Holt (drums)
- Kim Hoorweg (zang)
- Jazzmeia Horn (zang)
- Shirley Horn (zang)
- Lena Horne (zang)
- Freddie Hubbard (trompet)
- Ilse Huizinga (zang)

## I
- Abdullah Ibrahim (piano)
- Masaru Imada (piano)
- Martijn van Iterson (gitaar)

## J
- Milt Jackson (vibrafoon)
- Pim Jacobs (piano)
- Ahmad Jamal (piano)
- Al Jarreau (zang)
- Keith Jarrett (piano)
- Bobby Jaspar (sax)
- Karl Jenkins (sax)
- Elvin Jones (drums)
- Hank Jones (piano)
- Norah Jones (zang, piano)
- Theo Jörgensmann (klarinet)
- Chris Joris (percussie)
- Bradley Joseph (piano)
- Jelly Roll Morton (piano,zang)

## K
- Dill Katz (contrabas)
- Greetje Kauffeld (zang)
- Cab Kaye (zang, piano, drums)
- Paul van Kemenade (saxofoon)
- Stan Kenton (piano)
- Dim Kesber (klarinet en saxofoon)
- Eartha Kitt (zang)
- Tim Kliphuis (viool)
- Lee Konitz (sax)
- Diana Krall (piano, zang)
- Hans Peter Künzle (bas)

## L
- Rick Laird (bas)
- Frits Landesbergen (vibrafoon/slagwerk)
- John McLaughlin (gitaar)
- Sara Lazarus (zang)
- Thijs van Leer (fluit)
- Ramsey Lewis (piano)
- Didier Lockwood (viool)
- Erik van der Luijt (piano)

## M
- Ibrahim Maalouf (trompet)
- Rob Madna (piano)
- Mike Mainieri (vibrafoon)
- Willem van Manen (trombone)
- Albert Mangelsdorff (trombone)
- Chuck Mangione (bugel)
- Herbie Mann (dwarsfluit)
- Fate Marable (piano)
- Branford Marsalis (sax)
- Wynton Marsalis (trompet)
- Pat Martino (gitaar)
- Lyle Mays (piano)
- Cécile McLorin Salvant (zang)
- Brad Mehldau (piano)
- Coleman Mellett (gitaar)
- Misha Mengelberg (piano)
- Al Di Meola (gitaar)
- Pat Metheny (gitaar)
- Glenn Miller (trombone)
- Marcus Miller (bas)
- Charles Mingus (piano)
- Hank Mobley (sax)
- Louis Moholo (drum)
- Jane Monheit (zang)
- Thelonious Monk (piano)
- Wes Montgomery (gitaar)
- Alton Moore (trombone)
- Dudley Moore (piano, tevens acteur)
- Freddie Moore (drums)
- Marilyn Moore (zang)
- Lee Morgan (trompet)
- Malene Mortensen (zang)
- Jelly Roll Morton (piano)
- Sal Mosca (piano)
- Hady Mouallem (viool)
- Gerry Mulligan (bariton saxofoon)
- Sunny Murray (drums)
- Romano Mussolini (piano)

## N
- Ray Nance (viool)
- Silje Nergaard (zang)
- Jef Neve (piano)
- Gerry Niewood (saxofoon, fluit, klarinet)
- Peter Nieuwerf (gitaar)
- Zbigniew Namysłowski (saxofoon)
- Sem Nijveen (viool)
- Piet Noordijk (saxofoon)
- Red Norvo (vibrafoon)

## O
- Anita O'Day (zang)
- King Oliver (kornet)
- Renee Olstead (zang)
- Kid Ory (trombone)
- Wim Overgaauw (gitaar)
- Tony Overwater (contrabas)
- Tony Oxley (drums)

## P
- Lodewijk Parisius (sax)
- Charlie Parker (sax)
- Joe Pass (gitaar)
- Jaco Pastorius (bas)
- Gary Peacock (bas)
- Art Pepper (sax)
- Oscar Peterson (piano)
- Michel Petrucciani (piano)
- Madeleine Peyroux (zang)
- Kelly Joe Phelps (gitaar)
- Lonnie Plaxico (bas)
- Jean-Luc Ponty (viool)
- Frans Poptie (viool)
- Gregory Porter (zang)
- Tineke Postma (sax)
- Bud Powell (piano)

## R
- Joshua Redman (sax)
- Django Reinhardt (gitaar)
- Han Reiziger (piano)
- Marzieh Reyhani (zang)
- Rita Reys (zang)
- Buddy Rich (drums)
- Lee Ritenour (gitaar)
- Max Roach (drums)
- Sonny Rollins (sax)
- Marc van Roon (piano)
- Jimmy Rosenberg (gitaar)
- Stochelo Rosenberg (gitaar)
- Kurt Rosenwinkel (gitaar)
- Ntjam Rosie (zang)
- Red Roundtree (banjo)
- Keith Rowe (gitaar)
- Gonzalo Rubalcaba (piano)
- Willie Ruff (hoorn, contrabas)
- Hilton Ruiz (piano)

## S
- Sade (zang)
- Joe Sample (piano)
- David Sanborn (saxofoon)
- Pharoah Sanders (saxofoon)
- Peter Schilperoort (klarinet, saxofoon)
- Marzio Scholten (gitaar)
- John Scofield (gitaar)
- Christian Scott (trompet)
- Zbigniew Seifert (viool)
- Jack Sels (saxofoon)
- Hassan Shakur (bas)
- George Shearing (piano)
- Wayne Shorter (sax)
- Horace Silver (piano)
- Nina Simone (piano, zang)
- Margriet Sjoerdsma (zang)
- Alex Skolnick (gitaar)
- Cees Slinger (piano)
- Stuff Smith (viool)
- Tomasz Stańko (trompet)
- Sonny Stitt (sax)
- Sun Ra (piano)
- Ira Sullivan (trompet, bugel, saxofoon en fluit)
- John Surman (saxofoon), basklarinet en synthesizer)
- Steve Swallow (bas)
- Gábor Szabó (gitaar)

## T
- Simin Tander (zang)
- Art Tatum (piano)
- Cecil Taylor (piano)
- Jack Teagarden (trombone)
- Toots Thielemans (mondharmonica)
- René Thomas (gitaar)
- Keith Tippett (piano)
- Cal Tjader (vibrafoon)
- Jelle van Tongeren (viool)
- Lennie Tristano (piano)
- Francien van Tuinen (zang)
- McCoy Tyner (piano)

## V
- Hilde Vanhove (zang)
- Sarah Vaughan (zang)
- Boris Vian (trompet)
- Jeroen van Vliet (Piano)
- Eric Vloeimans (trompet)
- Joe Vanenkhuizen (accordeon)
- Clara de Vries (trompet)

## W
- Mal Waldron (piano)
- Dinah Washington (zang)
- Chick Webb (drums)
- Ben Webster (saxofoon)
- Häns'che Weiss (gitaar)
- Jan Wessels (trompet)
- Randy Weston (piano)
- Colette Wickenhagen (zang)
- Clarence Williams (piano)
- Tony Williams (drums)
- Nancy Wilson (zang)
- Teddy Wilson (piano)
- Bart de Win (zang, toetsen)
- Amy Winehouse (zang)
- Thorsten Wollmann (trompet)
- Stevie Wonder (zang/piano)
- Phil Woods (saxofoon)

## Y
- Stomu Yamashta (percussie)
- Lester Young (sax)

## Z
- Aziza Mustafa Zadeh (piano)
- Joe Zawinul (piano)
- John Zorn (sax)